# Veinticinco de Mayo (La Pampa)
Veinticinco de Mayo é um município da província de La Pampa, na Argentina.